# Club Esportiu Dénia
El Club Esportiu Dénia és un club de futbol valencià de la ciutat de Dénia. Fundat el 1927, juga al Camp de futbol Diego Mena Cuesta (fins al 2012, conegut com a Nou Camp de Dénia) i en 2024 el seu equip masculí competia en la Lliga Comunitat.
D'entre tots els equips de les comarques del nord del País Valencià, en la dècada del 2020 era l'únic que utilitzava preferentment la llengua valenciana en les seues comunicacions institucionals.